# Kachurwāhi
Kachurwāhi är en ort i Indien.   Den ligger i distriktet Nagpur och delstaten Maharashtra, i den centrala delen av landet, 800 km söder om huvudstaden New Delhi. Kachurwāhi ligger 308 meter över havet och antalet invånare är 3 500.
Terrängen runt Kachurwāhi är platt. Runt Kachurwāhi är det ganska tätbefolkat, med 230 invånare per kvadratkilometer. Närmaste större samhälle är Rāmtek, 9,0 km nordväst om Kachurwāhi. Trakten runt Kachurwāhi består till största delen av jordbruksmark.